# Irlanda en los Juegos Paralímpicos de Londres 2012
Irlanda estuvo representada en los Juegos Paralímpicos de Londres 2012 por un total de 45 deportistas, 28 hombres y 17 mujeres.

## Medallistas
El equipo paralímpico irlandés obtuvo las siguientes medallas:
| Nombre                                                  | Deporte           | Evento                                        |
| ------------------------------------------------------- | ----------------- | --------------------------------------------- |
| Oro                                                     |                   |                                               |
| Jason Smyth                                             | Atletismo         | 100 m T13 masculino                           |
| Jason Smyth                                             | Atletismo         | 200 m T13 masculino                           |
| Michael McKillop                                        | Atletismo         | 800 m T37 masculino                           |
| Michael McKillop                                        | Atletismo         | 1500 m T37 masculino                          |
| Mark Rohan                                              | Ciclismo en ruta  | Ruta H1 masculino                             |
| Mark Rohan                                              | Ciclismo en ruta  | Contrarreloj H1 masculino                     |
| Bethany Firth                                           | Natación          | 100 m espalda S14 femenino                    |
| Darragh McDonald                                        | Natación          | 400 m libre S6 masculino                      |
| Plata                                                   |                   |                                               |
| Catherine O'Neill                                       | Atletismo         | Disco F51-53 femenino                         |
| Catherine Walsh                                         | Ciclismo en pista | Persecución individual B femenino             |
| Helen Kearney                                           | Hípica            | Doma individual grado «Ia» mixto              |
| Bronce                                                  |                   |                                               |
| Orla Barry                                              | Atletismo         | Disco F57/58 femenino                         |
| Catherine Walsh                                         | Ciclismo en ruta  | Contrarreloj B femenino                       |
| James Brown                                             | Ciclismo en ruta  | Contrarreloj B masculino                      |
| Helen Kearney                                           | Hípica            | Doma individual estilo libre grado «Ia» mixto |
| Eilish Byrne James Dwyer Helen Kearney Geraldine Savage | Hípica            | Doma por equipos mixto                        |